# Rangers F.C. Hall of Fame
Rangers F.C. Hall of Fame jest listą ustanowioną przez prezesa Rangers, Sir Davida Murraya, która obejmuje i honoruje zasłużonych graczy w historii klubu.
Każdego roku do listy dodawani są nowi gracze. Wyboru dokonuje klubowy zespół składający się z Johna Greiga, Sandy Jardine’a i Ally’ego McCoista (wszyscy są członkami Hall of Fame), a także klubowego historyka, Davida Masona, Przewodniczącego Zgromadzenia Kibiców Rangers (Rangers Supporters Assembly) oraz Davida Murraya.

## Kryteria
Przy wyborze nowych członków Hall of Fame decydują następujące kryteria:
| Nr. | Kryterium                                    |
| --- | -------------------------------------------- |
| 1   | Działalność na rzecz klubu                   |
| 2   | Liczba występów                              |
| 3   | Zdobyte trofea                               |
| 4   | Międzynarodowe występy podczas gry w Rangers |
| 5   | Wyjątkowe okoliczności                       |

## Członkowie
Wykaz 71, obecnych członków Hall of Fame
| Lp. | Zawodnik         | Pozycja | Kariera w Rangers   | Występy | Trofea                                                                              | Mecze w reprezentacji |
| --- | ---------------- | ------- | ------------------- | ------- | ----------------------------------------------------------------------------------- | --------------------- |
| 1   | Moses McNeil     | PO      | 1872–1882           | 32      |                                                                                     | 2                     |
| 2   | Tom Vallance     | OB      | 1877–1884           | 37      |                                                                                     | 6                     |
| 3   | John McPherson   | NA      | 1891–1902           | 281     | Liga (5) Puchar Szkocji (3)                                                         | 9                     |
| 4   | Nicol Smith      | OB      | 1893–1905           | 205     | Puchar Szkocji (1)                                                                  | 12                    |
| 5   | Alex Smith       | PO      | 1894–1915           | 481     | Liga (4)                                                                            | 20                    |
| 6   | Jimmy Gordon     | OB      | 1907–1920           | 334     | Liga (5)                                                                            | 10                    |
| 7   | Tommy Cairns     | PO      | 1913–1927           | 457     | Liga (6)                                                                            | 6                     |
| 8   | Andy Cunningham  | NA      | 1914–1929           | 389     | Liga (7) Puchar Szkocji (1)                                                         | 12                    |
| 9   | Bert Manderson   | OB      | 1915–1927           | 218     | Liga (7)                                                                            | 5                     |
| 10  | Tommy Muirhead   | PO      | 1917–1924 1925–1930 | 353     | Liga (8)                                                                            | 8                     |
| 11  | Sandy Archibald  | PO      | 1917–1934           | 580     | Liga (13) Puchar Szkocji (3)                                                        | 8                     |
| 12  | David Meiklejohn | OB      | 1919–1936           | 563     | Liga (12) Puchar Szkocji (5)                                                        | 15                    |
| 13  | Alan Morton      | PO      | 1920–1933           | 440     | Liga (9) Puchar Szkocji (3)                                                         | 31                    |
| 14  | Dougie Gray      | OB      | 1925–1947           | 555     | Liga (10) Puchar Szkocji (6)                                                        | 10                    |
| 15  | Bob McPhail      | NA      | 1927–1940           | 408     | Liga (9) Puchar Szkocji (6)                                                         | 16                    |
| 16  | Jimmy Smith      | NA      | 1930–1946           | 259     | Liga (5) Puchar Szkocji (3)                                                         | 2                     |
| 17  | Jerry Dawson     | BR      | 1931–1945           | 211     | Liga (5) Puchar Szkocji (2)                                                         | 14                    |
| 18  | Torry Gillick    | NA      | 1933–1935 1946–1950 | 140     | Liga (1) Puchar Szkocji (2) Puchar Ligi Szkockiej (2)                               | 5                     |
| 19  | Alex Venters     | NA      | 1933–1946           | 201     | Liga (3) Puchar Szkocji (2)                                                         | 3                     |
| 20  | Willie Thornton  | NA      | 1936–1954           | 308     | Liga (4) Puchar Szkocji (1)                                                         | 7                     |
| 21  | Jock Shaw        | OB      | 1938–1953           | 287     | Liga (4) Puchar Szkocji (3) Puchar Ligi Szkockiej (2)                               | 4                     |
| 22  | Willie Woodburn  | OB      | 1938–1954           | 329     | Liga (4) Puchar Szkocji (4) Puchar Ligi Szkockiej (2)                               | 24                    |
| 23  | William Waddell  | PO      | 1939–1955           | 301     | Liga (4) Puchar Szkocji (2)                                                         | 17                    |
| 24  | George Young     | OB      | 1941–1957           | 428     | Liga (6) Puchar Szkocji (4) Puchar Ligi Szkockiej (2)                               | 53                    |
| 25  | Ian McColl       | OB      | 1945–1960           | 526     | Liga (6) Puchar Szkocji (5) Puchar Ligi Szkockiej (2)                               | 14                    |
| 26  | Bobby Brown      | BR      | 1946–1956           | 296     | Liga (3) Puchar Szkocji (3) Puchar Ligi Szkockiej (2)                               | 3                     |
| 27  | Sammy Cox        | PO      | 1946–1955           | 310     | Liga (3) Puchar Szkocji (2)                                                         | 24                    |
| 28  | Johnny Hubbard   | PO      | 1949–1959           | 238     | Liga (3) Puchar Szkocji (1)                                                         | 1                     |
| 29  | Billy Simpson    | NA      | 1950–1959           | 239     | Liga(3) Puchar Szkocji (1)                                                          | 12                    |
| 30  | Eric Caldow      | OB      | 1953–1966           | 407     | Liga (5) Puchar Szkocji (2) Puchar Ligi Szkockiej (3)                               | 40                    |
| 31  | Alex Scott       | PO      | 1954–1957           | 331     | Liga(4) Puchar Szkocji (1) Puchar Ligi Szkockiej (2)                                | 16                    |
| 32  | Ralph Brand      | NA      | 1954–1965           | 317     | Liga (4) Puchar Szkocji (4) Puchar Ligi Szkockiej (4)                               | 8                     |
| 33  | Jimmy Millar     | NA      | 1955–1967           | 317     | Liga (3) Puchar Szkocji (4) Puchar Ligi Szkockiej (3)                               | 2                     |
| 34  | Bobby Shearer    | OB      | 1955–1965           | 407     | Liga (5) Puchar Szkocji (3) Puchar Ligi Szkockiej (4)                               | 4                     |
| 35  | Billy Ritchie    | BR      | 1955–1967           | 339     | Liga (2) Puchar Szkocji (4) Puchar Ligi Szkockiej (3)                               | 1                     |
| 36  | Davie Wilson     | PO      | 1956–1967           | 373     | Liga (2) Puchar Szkocji (5) Puchar Ligi Szkockiej (2)                               | 22                    |
| 37  | David Provan     | OB      | 1958–1970           | 262     | Liga (1) Puchar Szkocji (3) Puchar Ligi Szkockiej (2)                               | 5                     |
| 38  | Willie Henderson | PO      | 1960–1972           | 426     | Liga (2) Puchar Szkocji (4) Puchar Ligi Szkockiej (2)                               | 29                    |
| 39  | Ronnie McKinnon  | OB      | 1960–1973           | 473     | Liga (2) Puchar Szkocji (4) Puchar Ligi Szkockiej (3)                               | 28                    |
| 40  | Jim Baxter       | PO      | 1960–1965 1969–1970 | 254     | Liga (3) Puchar Szkocji (3) Puchar Ligi Szkockiej (4)                               | 34                    |
| 41  | John Greig       | OB      | 1961–1978           | 755     | Liga (5) Puchar Szkocji (6) Puchar Ligi Szkockiej (1) Puchar Zdobywców Pucharów (1) | 44                    |
| 42  | Colin Jackson    | OB      | 1963–1982           | 506     | Liga (3) Puchar Szkocji (3) Puchar Ligi Szkockiej (5)                               | 8                     |
| 43  | Sandy Jardine    | OB      | 1964–1982           | 674     | Liga (3) Puchar Szkocji (5) Puchar Ligi Szkockiej (5) Puchar Zdobywców Pucharów (1) | 34                    |
| 44  | Willie Johnston  | PO      | 1964–1972 1980–1982 | 393     | Puchar Szkocji (1) Puchar Ligi Szkockiej (2) Puchar Zdobywców Pucharów (1)          | 22                    |
| 45  | Willie Mathieson | OB      | 1964–1975           | 250     | Puchar Szkocji (1) Puchar Zdobywców Pucharów (1)                                    | 0                     |
| 46  | Dave Smith       | OB      | 1966–1974           | 301     | Puchar Zdobywców Pucharów (1)                                                       | 2                     |
| 47  | Alex MacDonald   | PO      | 1968–1980           | 503     | Liga (3) Puchar Szkocji (4) Puchar Ligi Szkockiej (4) Puchar Zdobywców Pucharów (1) | 1                     |
| 48  | Colin Stein      | NA      | 1968–1973 1975–1977 | 206     | Puchar Ligi Szkockiej (2) Puchar Zdobywców Pucharów (1)                             | 21                    |
| 49  | Alfie Conn       | PO      | 1968–1974           | 149     | Puchar Zdobywców Pucharów (1)                                                       | 2                     |
| 50  | Peter McCloy     | BR      | 1970–1986           | 535     | Liga (1) Puchar Szkocji (4) Puchar Ligi Szkockiej (4) Puchar Zdobywców Pucharów (1) | 4                     |
| 51  | Derek Johnstone  | NA      | 1970–1983 1985–1986 | 546     | Liga (3) Puchar Szkocji (5) Puchar Ligi Szkockiej (5) Puchar Zdobywców Pucharów (1) | 14                    |
| 52  | Tommy McLean     | PO      | 1971–1982           | 452     | Liga (3) Puchar Szkocji (4) Puchar Ligi Szkockiej (3) Puchar Zdobywców Pucharów (1) | 9                     |
| 53  | Tom Forsyth      | OB      | 1972–1982           | 326     | Liga (3) Puchar Szkocji (4) Puchar Ligi Szkockiej (2)                               | 22                    |
| 54  | Davie Cooper     | PO      | 1977–1989           | 540     | Liga (3) Puchar Szkocji (3) Puchar Ligi Szkockiej (7)                               | 24                    |
| 55  | Bobby Russell    | PO      | 1977–1986           | 270     | Liga (1) Puchar Szkocji (3) Puchar Ligi Szkockiej (4)                               | 0                     |
| 56  | Ally McCoist     | NA      | 1983–1998           | 581     | Liga (9) Puchar Szkocji (1) Puchar Ligi Szkockiej (9)                               | 61                    |
| 57  | Ian Durrant      | PO      | 1983–1998           | 347     | Liga (3) Puchar Szkocji (3) Puchar Ligi Szkockiej (4)                               | 19                    |
| 58  | Graeme Souness   | PO      | 1986–1991           | 73      | Liga (1)                                                                            | 54                    |
| 59  | Terry Butcher    | OB      | 1986–1990           | 176     | Liga (3) Puchar Ligi Szkockiej (2)                                                  | 77                    |
| 60  | Chris Woods      | BR      | 1986–1991           | 230     | Liga (4) Puchar Ligi Szkockiej (3)                                                  | 43                    |
| 61  | Richard Gough    | OB      | 1987–1997 1997–1998 | 427     | Liga (9) Puchar Szkocji (3) Puchar Ligi Szkockiej (6)                               | 61                    |
| 62  | Ian Ferguson     | PO      | 1988–2000           | 336     | Liga (10) Puchar Szkocji (3) Puchar Ligi Szkockiej (5)                              | 9                     |
| 63  | Ray Wilkins      | PO      | 1987–1989           | 96      | Liga (2) Puchar Ligi Szkockiej (1)                                                  | 84                    |
| 64  | John Brown       | OB      | 1988–1997           | 278     | Liga (6) Puchar Szkocji (3) Puchar Ligi Szkockiej (3)                               | 0                     |
| 65  | Mark Hateley     | NA      | 1990–1995 1997      | 222     | Liga (5) Puchar Szkocji (2) Puchar Ligi Szkockiej (3)                               | 32                    |
| 66  | Andy Goram       | BR      | 1991–1998           | 260     | Liga (5) Puchar Szkocji (3) Puchar Ligi Szkockiej (2)                               | 48                    |
| 67  | Stuart McCall    | PO      | 1991–1998           | 265     | Liga (5) Puchar Szkocji (3) Puchar Ligi Szkockiej (2)                               | 40                    |
| 68  | Brian Laudrup    | PO      | 1994–1998           | 150     | Liga (3) Puchar Szkocji (1) Puchar Ligi Szkockiej (1)                               | 75                    |
| 69  | Paul Gascoigne   | PO      | 1995–1998           | 103     | Liga (2) Puchar Szkocji (1) Puchar Ligi Szkockiej (1)                               | 57                    |
| 70  | Jörg Albertz     | PO      | 1996–2001           | 182     | Liga (3) Puchar Szkocji (1) Puchar Ligi Szkockiej (2)                               | 3                     |
| 71  | Barry Ferguson   | PO      | 1994–2003 2005–2009 | 431     | Liga (5) Puchar Szkocji (5) Puchar Ligi Szkockiej (5)                               | 45                    |